# Arabvärlden
| Arabvärlden |
| --- |
| Arabvärlden, enligt en vanlig definition. - Betydelse: En kulturell region i Afrika och Asien. - Definition: Länder befolkade av araber eller präglade av arabisk kultur och språk. - Storlek: 17–24 länder. |

Arabvärlden (arabiska: العالم العربي, Al-Alam al-Arabi), ibland Arabstaterna, är en kulturell region som sträcker sig från Atlanten i väster till Indiska oceanen i öster. Dessa cirka tjugotalet länder bildar en delvis sammanhängande region med arabisk majoritetsbefolkning. Ibland räknas även flera angränsande länder präglade av arabisk kultur in i begreppet. En vanlig definition motsvarar de 22 medlemsstaterna i Arabförbundet.

## Definition och utsträckning
Arabvärlden brukar delas in i en västlig och en östlig del. Den västliga, Maghreb, omfattar den del av Nordafrika som ligger norr om Sahara och väster om Egypten. Öster därom ligger Mashreq, den arabiska östern.
Begreppet Arabvärlden används bland annat av internationella institutioner och av olika massmedier. På svenska ses synonymen Arabstaterna i sammanhang där man syftar på en grupp av stater, medan Arabvärlden är det allmänna begreppet för den kulturella regionen. Definitionen inkluderar minst 18 stater i norra halvan av Afrika samt i Sydvästasien, mellan Atlanten och Indiska oceanen.
Unesco räknar i sin definition in 22 stater, inklusive EU-medlemmen Malta (vars officiella språk maltesiska härstammar från arabiskan) och ytterligare tre länder i eller öster om Sahara. Dessa är Mauretanien samt Djibouti och Somalia, tre länder med blandad eller icke-arabisk befolkning som under lång tid präglats av arabisk kultur. Ett annat liknande land som syns i vissa regionlistningar är den östafrikanska staten Komorerna, medlem av Arabförbundet.
Ibland listas även Palestina och Västsahara, två länder med begränsat internationellt erkännande (ofta räknade som delar av Israel respektive Marocko). Palestinska myndigheten listas både av Unesco och av FN:s utvecklingsprogram, vilka inalles noterar 21 stater samt en palestinsk myndighet belägna i Nordafrika, Levanten och på Arabiska halvön. Sammanlagt befolkas denna region av cirka 350 miljoner invånare.
| Land                  | Plats        | Storlek   | Befolkning | År   | Noter            |
| --------------------- | ------------ | --------- | ---------- | ---- | ---------------- |
| Algeriet              | Afrika       | 2 381 741 | 42 000 000 | 2018 |                  |
| Bahrain               | Asien        | 758       | 1 451 000  | 2017 |                  |
| Egypten               | Afrika/Asien | 1 002 000 | 94 798 827 | 2017 |                  |
| Förenade arabemiraten | Asien        | 83 600    | 9 599 353  | 2018 |                  |
| Irak                  | Asien        | 435 244   | 37 202 572 | 2016 |                  |
| Jemen                 | Asien        | 527 968   | 27 584 213 | 2016 |                  |
| Jordanien             | Asien        | 89 342    | 10 171 480 | 2018 |                  |
| Kuwait                | Asien        | 17 818    | 4 621 638  | 2018 |                  |
| Libanon               | Asien        | 10 452    | 6 006 668  | 2016 |                  |
| Libyen                | Afrika       | 1 759 540 | 7 200 000  | 2018 |                  |
| Marocko               | Afrika       | 446 550   | 35 740 000 | 2017 |                  |
| Oman                  | Asien        | 309 500   | 4 424 762  | 2016 |                  |
| Palestina             | Asien        | 6 020     | 4 816 503  | 2016 | Omtvistat område |
| Qatar                 | Asien        | 11 586    | 2 641 669  | 2017 |                  |
| Saudiarabien          | Asien        | 2 149 690 | 33 000 000 | 2018 |                  |
| Sudan                 | Afrika       | 1 861 484 | 39 578 828 | 2016 |                  |
| Syrien                | Asien        | 185 180   | 18 284 407 | 2018 |                  |
| Tunisien              | Afrika       | 163 610   | 11 434 994 | 2017 |                  |

| Land        | Plats  | Storlek   | Befolkning | År   | Noter                                               |
| ----------- | ------ | --------- | ---------- | ---- | --------------------------------------------------- |
| Djibouti    | Afrika | 23 200    | 942 333    | 2016 | Arabisktalande minoritet                            |
| Komorerna   | Afrika | 1 659     | 850 688    | 2018 | Arabisktalande minoritet                            |
| Malta       | Europa | 316       | 475 000    | 2018 | Majoriteten talar maltesiska (sprunget ur arabiska) |
| Mauretanien | Afrika | 1 030 000 | 4 301 018  | 2016 | Arabisktalande majoritet (hassaniyya)               |
| Somalia     | Afrika | 637 657   | 11 031 386 |      | Arabisktalande minoritet                            |
| Västsahara  | Afrika | 266 000   | 538 755    | 2017 | Omtvistat område                                    |

Flera andra afrikanska stater har arabisktalande minoriteter, inklusive Tchad och Eritrea (i båda fallen som officiellt minoritetsspråk). Varken Tchad eller Eritrea är dock medlemmar i arabiska samarbetsorgan, och deras kopplingar till arabisk kultur är något svagare.

## Religion
De allra flesta länderna i Arabvärlden har en befolkning som i första hand är muslimer. Islam grundades  under första hälften av 600-talet på Arabiska halvön och spreds under kommande århundraden främst av araber bland annat till olika områden i Sydvästasien och Nordafrika.
Senare muslimsk expansion har dock till stor del skett utanför det rent arabiska området. Under senare sekler har islam fått fotfäste i stora områden söder om Sahara, där en rad länder i och kring Sahel i både Väst-, Central- och Östafrika numera har en stor muslimsk befolkningsandel och många invånare som har lärt sig arabiska genom att studier av Koranen kräver kunskaper i det arabiska språket.
Däremot räknas länderna söder om Sahara oftast inte in i begreppet Arabvärlden. De har inte blivit medlemmar av Arabförbundet, och de har inte en majoritetsbefolkning som talar arabiska. I delar av Östafrika har dock arabisk kultur gett stor påverkan på den lokala kulturen, bland annat genom intensiv handel och framväxten av blandspråket swahili.
På samma sätt har islam spritts långt utanför arabernas länder i Asien. Det till stor del persiskt påverkade Osmanska riket spred islamsk religion och traditioner till främst Anatolien och Balkan, men även Persien, stora delar av Indiska halvön och större delen av Centralasien inlemmades successivt i den islamska världen. Något större etablerande av arabiska som modersmål skedde dock inte i de här nya områdena. Samma situation finns i Sydostasien, där bland annat Malaysia och Indonesien anammat islam men i övrigt inte inlemmats i den arabiska världen.

## Politik och ekonomi

### Arabförbundet
Arabförbundets tillkomst kring andra världskrigets slut innebar ett samlande av Arabvärlden kring en organisation med politiska ambitioner. Under de kommande årtiondena agerade Arabförbundet bland annat emot bildandet av staten Israel i ett området präglat av arabisk kultur och arabisktalande invånare. Israel är också ett av regionens länder som står utanför Arabvärlden, trots att stora delar av befolkningen har arabiska som modersmål. Däremot är Palestina sedan 1976 medlem i Arabförbundet, med PLO som representant.
Arabförbundets expansion sedan mitten av 1970-talet har skapat tydligare kopplingar mellan vissa stater i Östafrika/Asien och begreppet Arabvärlden. De nya medlemmarna eller observatörerna har i många fall bestått av nyligen självständiga länder och/eller inblandade i konflikter med grannländer. Somalia blev medlem i Arabförbundet 1974, och under årtiondet fördes en väpnad kamp mot det till stora delar kristet präglade Etiopien om kontrollen över det somalisktalande området Ogaden. Tre år senare blev det angränsande Djibouti både självständigt och medlem av Arabförbundet, och Eritrea (som dessförinnan vunnit självständighet från Etiopien) blev 2003 observatör i organisationen. Komorerna (självständigt från Frankrike 1975 och sedan dess inblandat i en tvist om Mayottes politiska tillhörighet) vann medlemskap 1993.
Två av senare års nya observatörsstater kännetecknas inte främst av kopplingar till arabisk kultur. Venezuela är observatör i Arabförbundet sedan 2006 och Indien sedan 2007. Medan det senare landet har en stor andel muslimer, står det latinamerikanska Venezuela helt utan närmare relationer till arabisk eller muslimsk kultur. 2007 var den vänsterradikale Hugo Chávez Venezuelas ledare, och medlemskapet kan ses i ljuset av regimens utrikespolitiska ambitioner och dess distansering från främst USA:s inflytande i regionen.

### Ekonomi och demokrati
Sedan mitten av 1900-talet har Arabvärlden fått ökad självständighet genom utropandet av en rad nya stater som tidigare varit kolonier till främst Storbritannien eller Frankrike. Många av dessa har fått ekonomiskt oberoende tack vare stor export av råolja och naturgas, och ett antal av regionens stater är numera också medlemmar i Opec.
Få länder inom Arabvärlden har en välutvecklad industri, och arabiska länder utan olje- eller gastillgångar har ofta en svag ekonomi. Ojämlikheterna mellan de olika länderna i regionen har tydliggjorts under senare år, där inte minst vissa oljestater kring Persiska viken (främst Förenade arabemiraten, Qatar och Saudiarabien) börjat tävla på den globala arenan i byggandet av några av världens högsta hus.
De flesta länder inom Arabvärlden präglas av traditionella politiska institutioner och är antingen monarkier eller enpartistater med svagt utvecklad demokrati. Kopplingen till islam har inneburit att det juridiska systemet på många håll är kopplat till religionen (sharia). På senare år har dock stora förändringar skett i regionen, bland annat på grund av framväxten av nya generationer med mindre traditionalistiska värderingar och ökade krav på ökat politiskt inflytande. Under 2010 har ett antal länder inom Arabvärlden upplevt demokratiska reformer, revolutioner och/eller inbördeskrig, vilka i stor utsträckning placerats under etiketten Arabiska våren. Redan tidigare var Irak präglat av sviterna efter Saddam Husseins diktatur och de krig som försökt och till slut lyckats störta honom från makten.